# 盲棘獅魚
盲棘狮鱼，为輻鰭魚綱鮋形目杜父魚亞目狮子鱼科的其中一種。分布於東北太平洋區，包括加拿大卑詩省、美國奧勒岡州、華盛頓州及北加州等海域。為深海魚類，棲息在水深1300至2122公尺的大陸坡，生活習性不明，體長可達3.9公分。